# Тохо (село)
Тохо (яп. 東峰村 То:хо:-мура) — село в Японии, находящееся в уезде Асакура префектуры Фукуока. Площадь села составляет 51,93 км², население — 2199 человек (1 августа 2014), плотность населения — 42,35 чел./км².

## Географическое положение
Село расположено на острове Кюсю в префектуре Фукуока региона Кюсю. С ним граничат города Асакура, Кама, Хита и посёлок Соэда.

## Население
Население села составляет 2199 человек (1 августа 2014), а плотность — 42,35 чел./км². Изменение численности населения с 1980 по 2005 годы:
| 1980 | 3594 чел. |  |
| 1985 | 3560 чел. |  |
| 1990 | 3371 чел. |  |
| 1995 | 3117 чел. |  |
| 2000 | 2948 чел. |  |
| 2005 | 2749 чел. |  |